# Banana Boat
Banana Boat – męski sekstet wokalny, wykonujący utwory a cappella, specjalizujący się w twórczości autorskiej w dziedzinie współczesnej piosenki żeglarskiej oraz w autorskiej interpretacji szanty klasycznej, a także eksperymentujący z innymi gatunkami muzycznymi (kolędy, utwory o charakterze popularnym i jazzowym). Członek międzynarodowego stowarzyszenia International Seasong and Shanty Association (ISSA).

## Historia zespołu
Zespół Banana Boat wyewoluował z istniejącej w latach 1993–1994 wieloosobowej formacji o nazwie Jack Steward, założonej przez Macieja Jędrzejkę. W skład formacji wchodzili uczniowie sosnowieckich szkół średnich (głównie IV LO im. Stanisława Staszica i II LO im. Emilii Plater). Celem śpiewającej młodzieży było zorganizowanie żeglarskiej wyprawy wokół Islandii, zespół zaś miał za zadanie wprowadzać potencjalnych uczestników ekspedycji w problematykę kultury marynistycznej i zachęcać ich do uprawiania żeglarstwa. Dodatkowo, Jack Steward miał także pozyskiwać wsparcie sponsorów dla idei ekspedycji. Choć wyprawa nie doszła nigdy do skutku a Jack Steward rozpadł się w roku 1994, Maciej Jędrzejko zaprosił Pawła Koniecznego, Aleksandra Kleszcza oraz Karola Wierzbickiego z poprzedniej formacji do nowego zespołu, który od 1994 roku – już jako kwartet a cappella – przyjął nazwę Banana Boat. W tym składzie zespół zadebiutował na festiwalu Tratwa '94.
W latach 1996–1998 grupa – której członkowie podjęli podówczas studia – zawiesiła działalność, by pod koniec roku 1998 powrócić w nowym, pięcioosobowym składzie, który na przełomie roku 2008 i 2009 zasilił nowy bas, Piotr „Qdyś” Wiśniewski. W lutym 2023 roku dołączył do składu Wojciech Paluszkiewicz, a w lutym roku 2025 w stan spoczynku przeszedł Tomasz Czarny, wieloletni aranżer, kompozytor i wokalista Banana Boat.

## Skład zespołu
- Maciej „YenJCo.” Jędrzejko – frontman i lider zespołu
- Paweł „Konik” Konieczny – kompozytor i wykonawca partii wysokich
- Paweł „Synchro” Jędrzejko – autor większości oryginalnych tekstów zespołu i wykonawca partii barytonowych
- Michał „Ociec” Maniara – manager Agencji Artystycznej BananaArt.Pl Art a jednocześnie wykonawca partii środkowych
- Wojciech „Paluch” Paluszkiewicz – kompozytor, aranżer i wykonawca partii barytonowych
- Piotr „Qdyś” Wiśniewski – wykonawca partii basowych

## Koncerty i współpraca zagraniczna
Poza granicami Polski zespół koncertował: w Czechach (Fulnek 2002), we Włoszech (Ravenna 2003), we Francji (wielokrotne występy w Paimpol, Chateau-Thierry, Essômes-sur-Marne, Brest, Bugueles, Douarnenez, Orléans, Île d'Oléron i inne festiwale), w Irlandii (Cork/Cobh 2005, 2006), w Kanadzie (dwie trasy koncertowe po wschodnim Quebeku, w tym koncerty w Baie-Comeau, Gaspé, Gatineau, Îles-de-la-Madeleine, Montréal, Paspébiac, Petite-Vallée, Rimouski, Sept-Îles, Saint-Jean-Port-Joli, Tadoussac i innych miejscowościach), Stanach Zjednoczonych (Nowy Jork, Bay City), w Belgii (Mouscron) Holandii (wielokrotne występy w Rotterdam, Appingedam, Oudewater i innych miejscowościach), w Niemczech (wielokrotne występy w Bremen-Vegesack), oraz na Ukrainie (Lwów). Jako członek ISSA, zespół współpracuje ze zrzeszonymi w niej artystami sceny marynistycznej. W roku 2008 utwory Banana Boat znalazły się na płytach charytatywnego projektu „Lafitte's Return” (USA). Z początkiem roku 2009 zespół zrealizował miniprojekt A Little A Cappella – Polish-Irish Harmony, na który złożyły się dwa utwory nagrane z irlandzką gwiazdą Eleanor McEvoy.

## Dyskografia
Płyty długogrające (LPs)
- Banana Boat, Ono, BananaArt.pl, 2025.
- Banana Boat, A morze tak, a może nie, BananaArt.pl, 2004

Płyty EP (EPs)
- Banana Boat, Aquareal, BananaArt.pl, 2015
- Banana Boat, Banana Boat... Świątecznie (EP), BananaArt.pl, 2004

Maxi-Singiel
- Banana Boat feat. Eleanor McEvoy, A Little A Cappella: A Polish-Irish Harmony, BananaArt.pl, 2009

Utwory na zagranicznych płytach kompilacyjnych (wieloautorskich)
- Die schönsten Shantys und Seemannslieder, EGM Medien Produktion (Germany), 2011 – utwory “Day-Oh!” (“Banana Boat Song”) oraz “Les filles des forges” .
- Festival du Chant de Marin, Fête du Chant de Marin de Paimpol (France), 2011 utwór: “Banana Boat Song”
- Lafitte’s Return, vol. 4, Pirates for the Preservation of New Orleans Music (USA), 2008, utwor „Arktyka” (całkowity dochód przekazany był ofiarom huraganu Katrina)
- Lafitte’s Return, vol. 3, Pirates for the Preservation of New Orleans Music (USA), 2008, utwór: „Nowy Świat” (całkowity dochód przekazany był ofiarom huraganu Katrina)
- Bie Daip 09, International Shantyfestival Bie Diep, Appingedam (Netherlands), 2009, utwór: „Zęza”

Utwory na płytach innych artystów międzynarodowych
- Eleanor McEvoy, I’d Rather Go Blonde, Mosco Disc (Ireland), 2010, utwór: “Little Look”

Współudział w nagraniach i utwory na polskich płytach kompilacyjnych
- A Few Days 4 Qnia, (single), Perły i Łotry, North Cape, Banana Boat, Ryczące Dwudziestki, Formacja, Trzecia Miłość, Stonehenge. Produkcja: Perły i Łotry, 2021.
- Bo to Morze moje jest..., Krakowska Fundacja Żeglarstwa, Sportu i Turystyki HALS, 2016, utwór: „Z oceanem sam na sam”.
- 30 lat Shanties, Krakowska Fundacja Żeglarstwa, Sportu i Turystyki HALS, 2012, utwór: „Arktyka”.
- Lista przebojów Programu Trzeciego – prezentuje Piotr Baron, EMI Music Poland, 2009, utwór: “Little Look” (z Eleanor McEvoy).
- Pamiętam tamte mewy... Tomek Opoka, Stowarzyszenie Literacko-Muzyczne Ballada, 2009 – utwór: „Niosę jeszcze swe wiersze”.
- Zobaczyć morze – szantymeni szantymenom, Fundacja Gniazdo Piratów, 2006, utwór: „Nawigator” (projekt charytatywny).
- XXV-lecie Shanties (część 1), Krakowska Fundacja Żeglarstwa, Sportu i Turystyki HALS, 2006, utwór: „A morze tak, a może nie”.
- XXV-lecie Shanties (część 2), Krakowska Fundacja Żeglarstwa, Sportu i Turystyki HALS, 2006, utwór: „Zęza”.
- Szanty z Sercem, PPP 2006, utwory "Nowy świat" i "Arktyka" (projekt charytatywny).
- Szanty dla Pajacyka, MCK Tychy, 2002, utwory: „Requiem dla nieznajomych przyjaciół”, „Do Calais!”, a także współwykonanie utworów „Więcej żagli”, „London River”, oraz „Szantymen” wraz z innymi artystami, uczestniczącymi w projekcie (projekt charytatywny).

Utwory na płytach innych polskich artystów
- Carrantuohill, Carrantuohill „25”, Celt & Polskie Radio, 2013, utwór: “Little Look” (z Eleanor McEvoy).
- Carrantuohill, Carrantuohill „25”, Celt & Polskie Radio, 2012, utwór: “Little Look” (z Eleanor McEvoy).